# Samlingskommune
Samlingskommune var Trap Danmarks betegnelse på de storkommuner, der blev dannede i 1958–1969.
En samlingskommune var som regel to eller flere sognekommuner, der blev slået sammen. En købstadskommune kunne også blive en del af en samlingskommune. 
Ved Kommunalreformen i 1970 blev de fleste samlingskommune indlemmet i større kommuner.

## Eksempler på samlingskommuner

### Viborg Amt
Ravnsbjerg Samlingskommune blev dannet af Dollerup-Finderup-Ravnstrup Sognekommune og indgik i Viborg Kommune i 1970. 

### Aalborg Amt
Nørresundby  Samlingskommune var dannet af Nørresundby Købstad og Sundby-Hvorup Sognekommune og indgik i Aalborg Kommune i 1970.

### Århus Amt
Hadsten Samlingskommune blev dannet i 1966 af  sognekommunerne Galten-Vissing, Lyngå og Vitten-Haldum-Hadsten. I 1967 blev Haldum- og Vitten Sogne afstået til den nydannede Hinnerup Samlingskommune. Resten indgik Hadsten Kommune i 1970. 
Hinnerup Samlingskommune blev dannet i 1967 af sognekommunerne Søften-Folby-, Grundfør samt Vitten- og Haldum Sogne, der blev afstået af Hadsten samlingskommune. Blev til Hinnerup Kommune i 1970.
| Myndighed | Spire Denne artikel om en offentlig myndighed er en spire som bør udbygges. Du er velkommen til at hjælpe Wikipedia ved at udvide den. |